# ショットガン (ニュース)
『ショットガン』は、1987年4月から1989年3月にかけて、フジテレビで放送されたスポットニュースの番組である。

## 概要
従来の5分間（実際にはステーションブレイク=スポットコマーシャルがあるので正味2 - 3分間）のニュースとは別に、主として番組切り替え前の毎正時前1分間を使い、フジテレビの女性アナウンサーなどが担当して最新の重要なニュースを簡潔に伝えるというユニークな放送体裁を取って行われた。関東ローカル番組として放送されたが、19:58からの放送は、全国ネットで放送された（フジテレビ以外の大半は各局独自タイトルに差し替え）。
番組冒頭に通算回数を表示し(後述の19:58では関東のみ)、担当アナウンサーの顔面をアップにして映し出す。また、一部の時間帯では、フリーアナウンサーの中安みゆきが関西訛りでニュースを伝えるなどそれまでのニュースとは違った演出もなされた。
本番組が終了した後も19:58の全国ネット枠は、『FNNニュース』として、体裁を通常のミニニュース枠に戻し、（一部曜日を除き）1994年9月まで続けられた。
1987年10月に放送された「なんてったって好奇心」（「ドキュメント・フジテレビ10月改編の裏側」）において、この番組をスタートさせるに至る経緯が紹介されているが、この中では当初の構想として、「日中の毎正時に限りなく近い時間帯に、1分間の情報ゾーンを設ける」ものであったことが紹介されている。さらに、午後0時59分にも同枠を編成すべく、当時の「笑っていいとも!」プロデューサーであった横澤彪と編成担当者が折衝する様子も紹介されていた。

## 放送時間
- 平日は7:58、9:59、14:00、16:00、19:58の5回。19:58に限り全国ネット（地域によってタイトル差し換えあり）
- 土・日は全国ネットの19:58のみだが、日は1987年だけ8:59、19:58の2回放送されていた。
- 19:58放送版は当初は土・日のみだったが、1988年から月・水にも放送枠を広げた。
  - なお、火曜日と金曜日は、『火曜ワイドスペシャル』と『金曜おもしろバラエティ』といった19:30 - 20:54の単発特別番組枠が設置されていたため、さらに木曜日は、19:54からのミニ番組『歴史をたずねて』が設置されていたため、それぞれ放送なし。

番組内容
- 9:59の枠は「あなたのニュース買います」として、視聴者からの投稿ビデオを紹介していた。
- 14:00の枠は「ショットガンチェック」として、新宿駅東口の歩行者にニュースに関連した様々なアンケートを募り、その結果をスタジオアルタ前から生中継で紹介していた。（なお、両者とも突発事件などの場合は内容を変更しニュースを伝えていた）。

## 系列局の対応
テレビ新広島では、平日の夕方に『tssショットガン』のタイトルで自主制作を行っていた。当初は、『桃色学園都市宣言!!』直前の『ショットガン』の差し替えだったが、同番組を打ち切って再放送枠に移行した後も1990年代前半まで続けられた。内容は、『tssスーパータイム』の内容予告が中心で、同番組のメインキャスター（笠間雅一→棚田徹）が担当した。こちらは一般的なニュース番組のフォーマットで放送された。また、広島県内で行われた地方選挙の際、ミニ番組枠を使用して『tss選挙ショットガン』とのタイトルで開票結果を放送した。
前述のように19:58からの枠は全国ネット対応であったが、『ショットガン』という番組名は関東ローカルであったことから、ネット局ではそれぞれ独自のタイトルに改題していた（「ショットガン」という名称を用いていた局も一部あったが、各局名を加えるなど何らかの変更はされていた）。ネット各局のタイトル改題例として、関西テレビでは『KTVニュースフラッシュ』、テレビ西日本では『TNCニュース』（いずれも一般的なフォーマットによる定時ニュースと共通のタイトル）、福島テレビでは『FNNテレスポット』、テレビ静岡では『FNNテレビ静岡ニュースフラッシュ』、山陰中央テレビでは『TSKニュース』などである。また、テレビ新広島ではローカル枠と同様『tssショットガン』とのタイトルで放送されたが、タイトルロゴは、フジテレビと同じデザインで上に「tss」を加えた白テロップが使用された。なお当然ながら「ショットガン」というタイトルコールは関東ローカルで放送され、その間系列局ではタイトルテロップのみが出た無音だった。